# Drumul roman Metz-Mainz
Drumul roman Metz-Mainz lega Divodurum Mediomatricorum (sau Divo Durimedio Matricorum, cum este redat pe Tabula Peutingeriana) cu Mogontiacum.

## De la Metz la Mainz

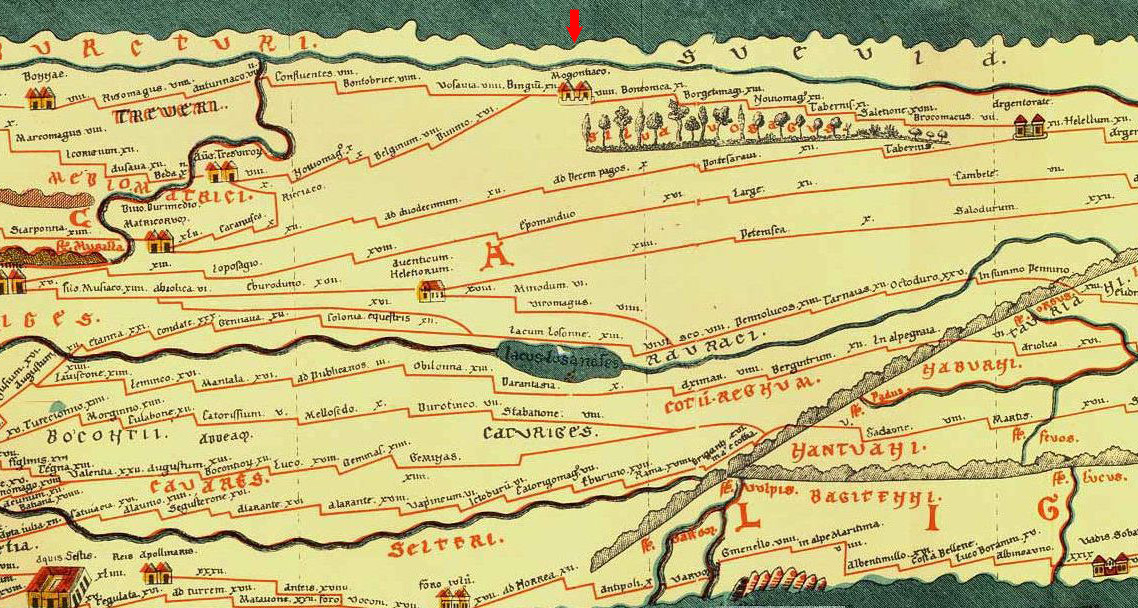
Drumul roman „Divodurum-Moguntiaco”, pe Tabula Peutingeriana

Boucheporn, Le Hérapel, Forbach, Saarbrücken, Kaiserslautern, Worms
De la Boucheporn, trei drumuri secundare (diverticula sau via vicinalis) se îndreptau spre Boulay, Ludweiler și Bérus. De la Hérapel, un drum ducea la Deux-Ponts prin Bliesbruck.